# Schaffhausen
Schaffhausen (tiếng Đức: [ˈʃafˌhaʊzn̩] ⓘ; tiếng Đức Alemanni: Schafuuse; tiếng Pháp: Schaffhouse; tiếng Ý: Sciaffusa; tiếng Romansh: Schaffusa; tiếng Anh: Shaffhouse) là một thị trấn có nguồn gốc lịch sử lâu đời, một xã ở Bắc Thụy Sĩ, và là thủ phủ của bang Schaffhausen; thị trấn có dân số 36.000 tính đến  tháng 12 năm 2016. Thị trấn nằm ngay bên bờ Thượng Rhein; đây là một trong bốn thị trấn Thụy Sĩ nằm phía bắc sông Rhein, cùng với Neuhausen am Rheinfall, Neunkirch và Stein am Rhein.
Khu vực cổ kính của thị trấn có nhiều công trình từ thời Phục Hưng cùng với pháo đài Munot. Schaffhausen cũng là điểm giao đường sắt của Thụy Sĩ và Đức. Một trong các tuyến đường sắt nối thị trấn với thác Rhein ở Neuhausen am Rheinfall, thác nước lớn nhất châu Âu.
Ngôn ngữ chính thức của Schaffhausen là tiếng Đức, nhưng ngôn ngữ được người dân địa phương sử dụng là phương ngữ khu vực Thụy Sĩ của tiếng Alemanni.

Schaffhausen
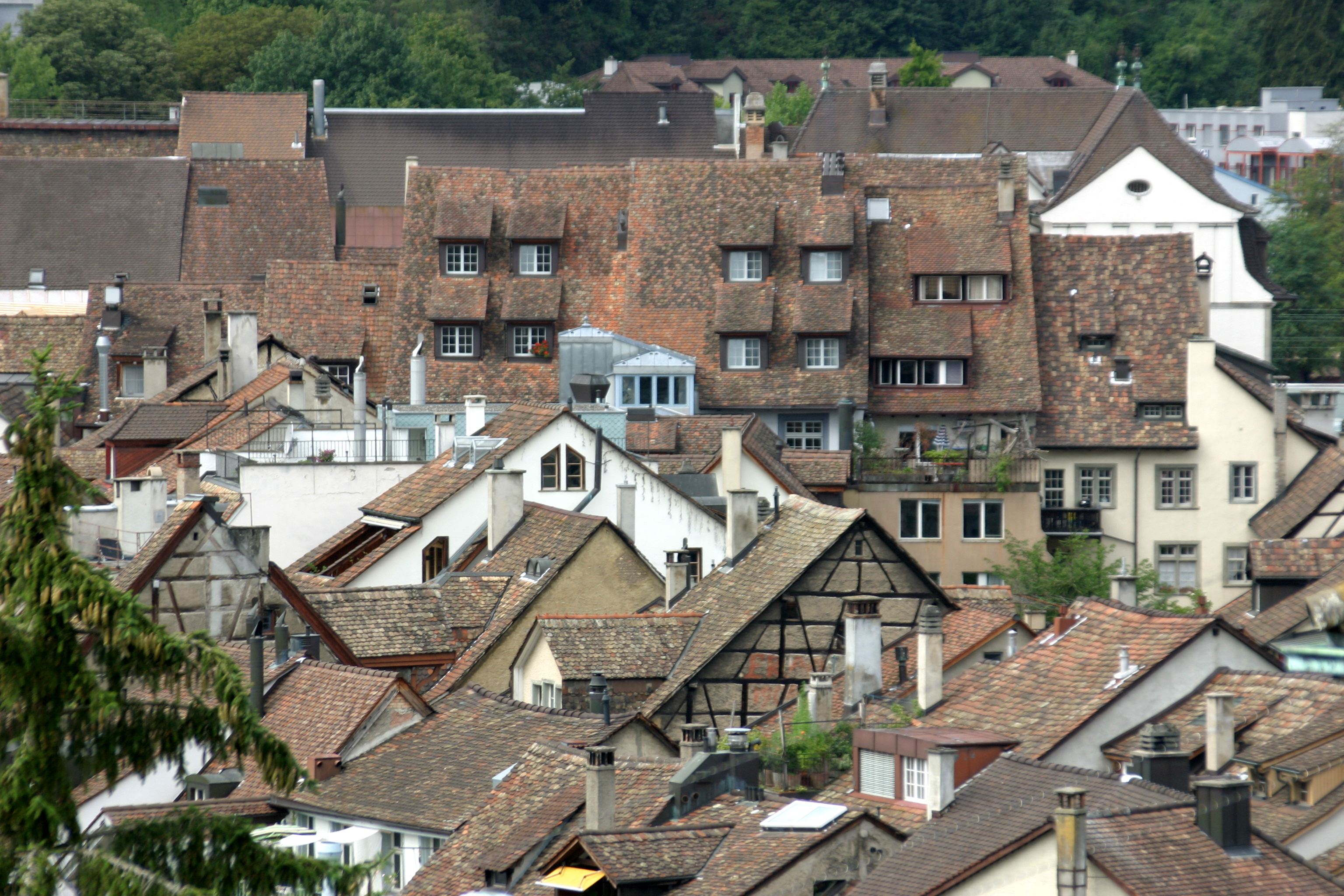
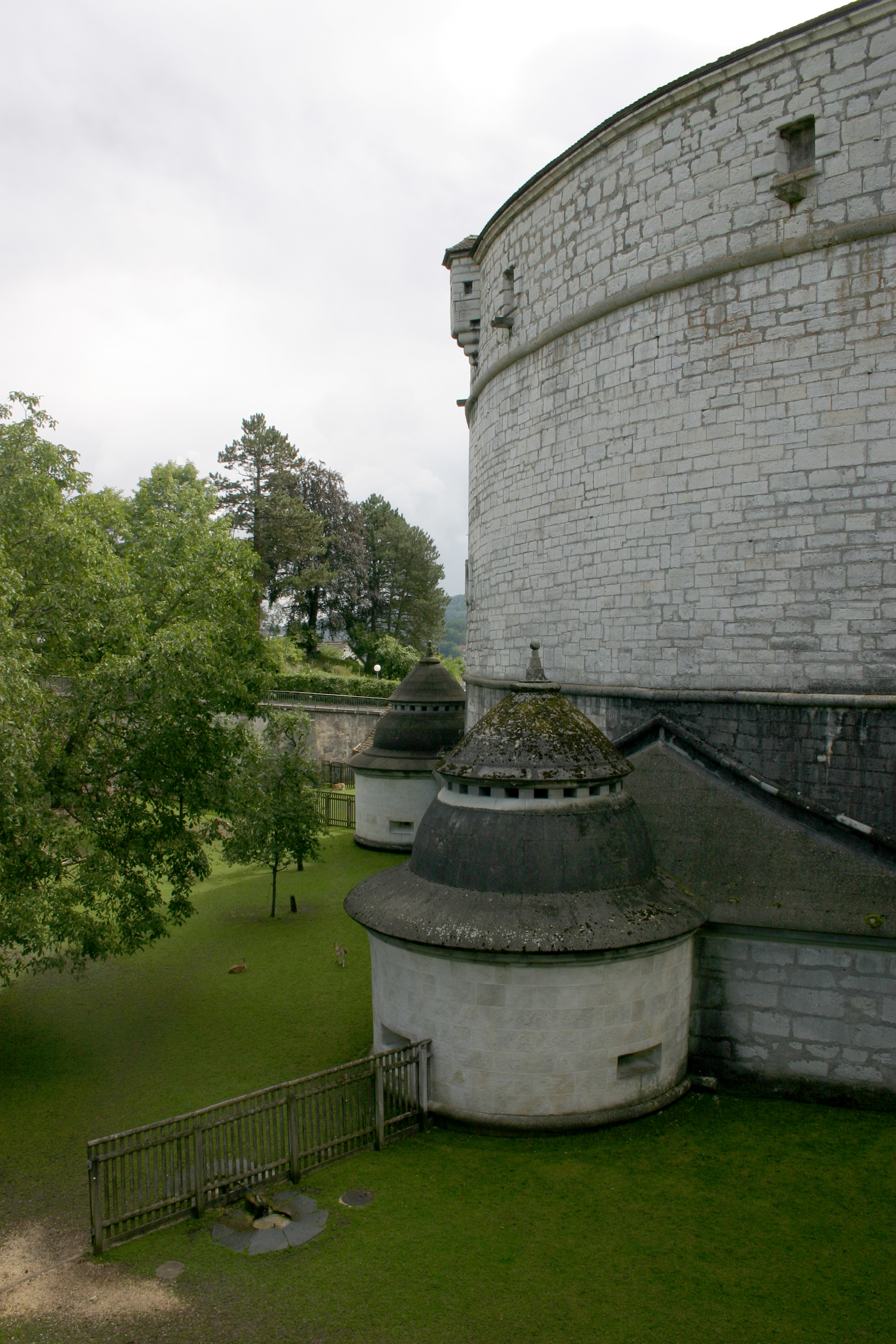
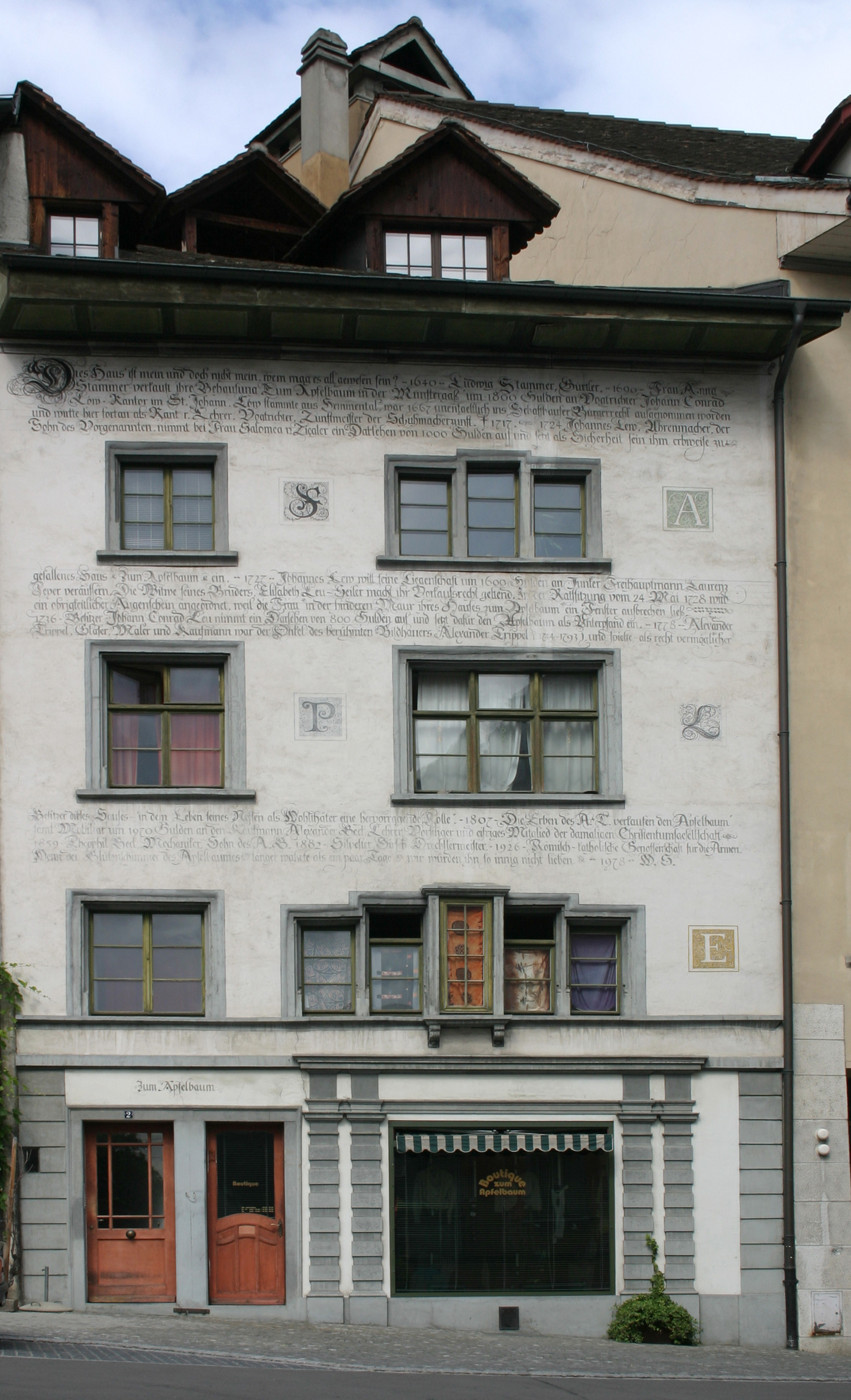
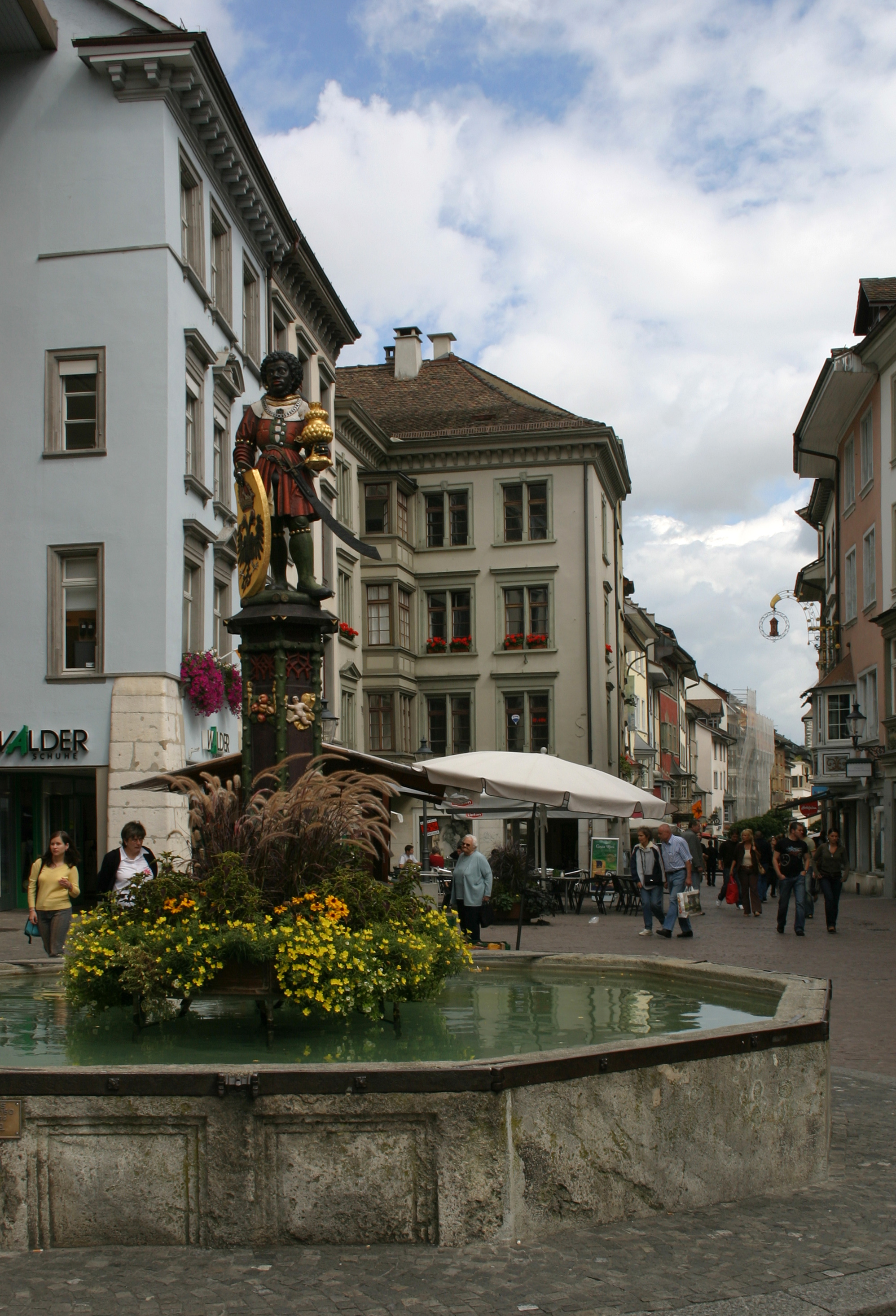
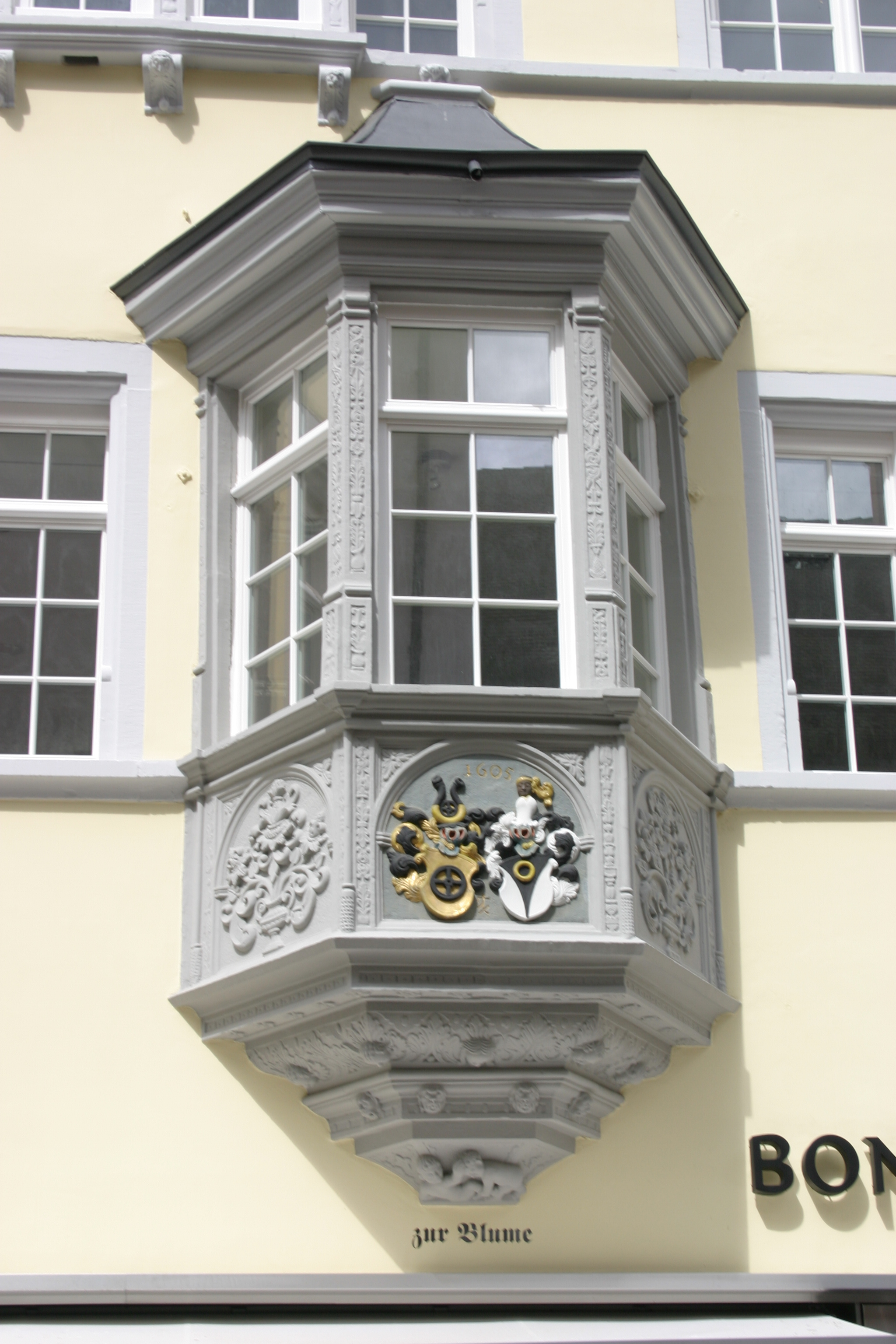
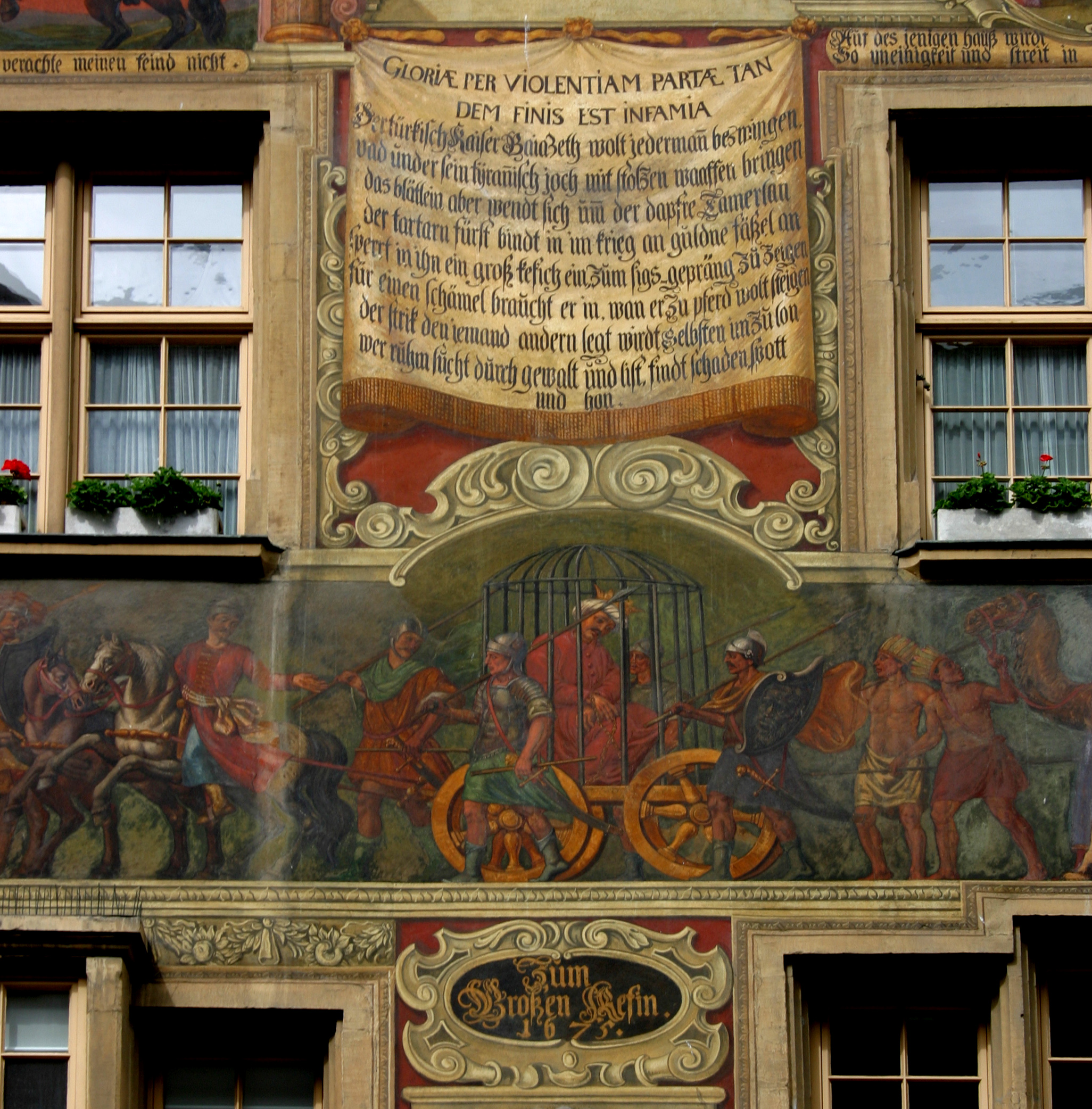
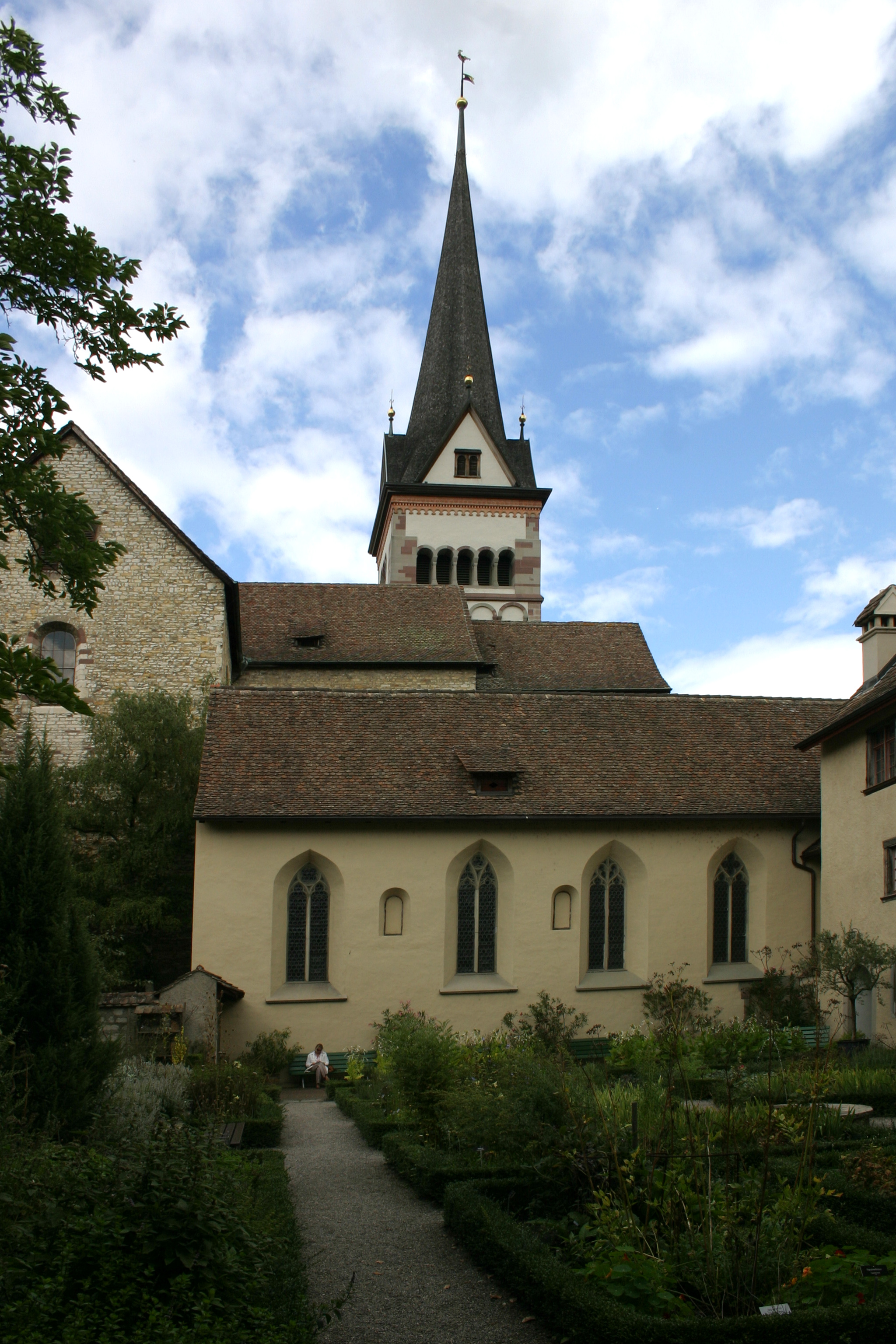
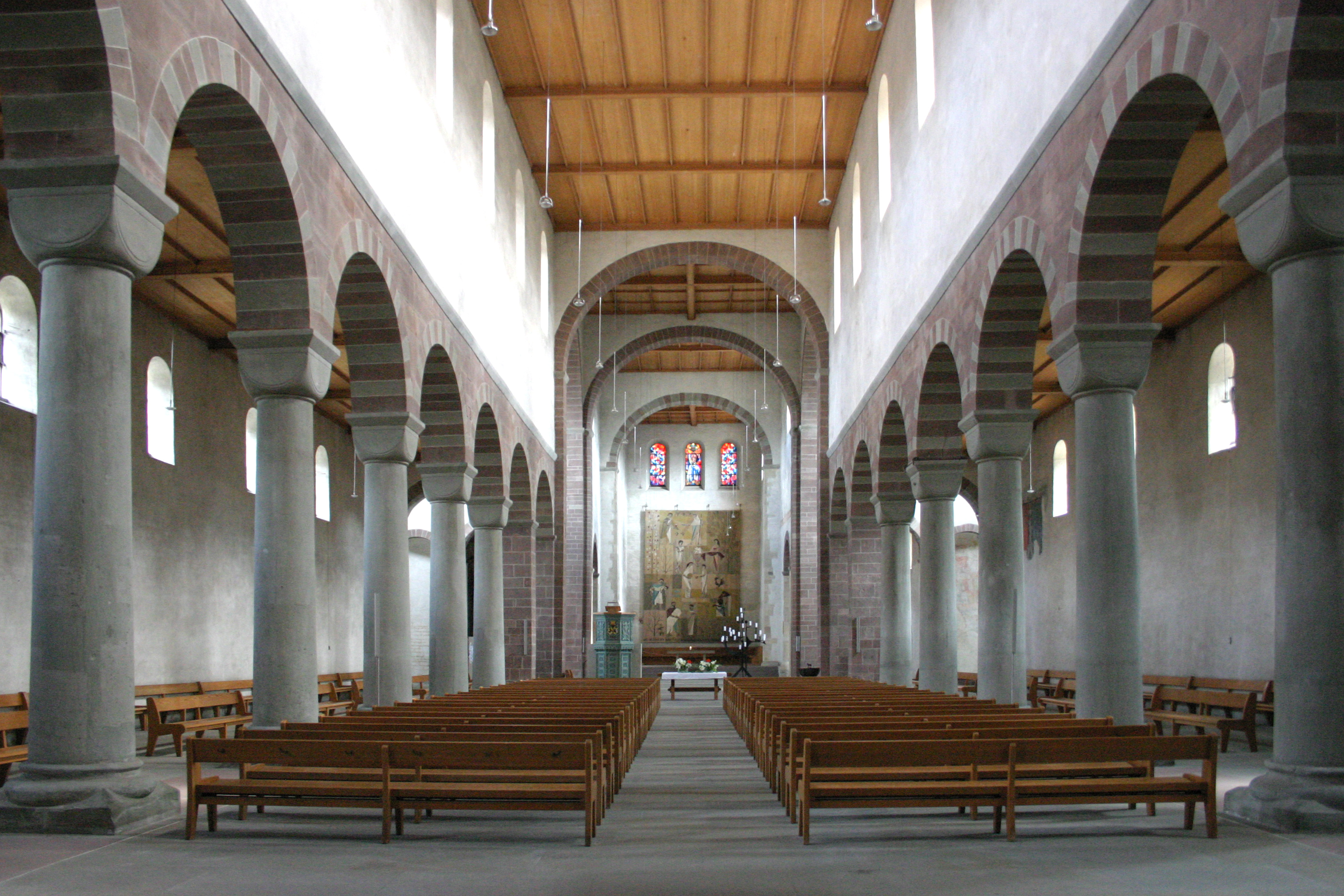